# La Vernaz
La Vernaz is een gemeente in het Franse departement Haute-Savoie (regio Auvergne-Rhône-Alpes) en telt 217 inwoners (1999). De plaats maakt deel uit van het arrondissement Thonon-les-Bains.

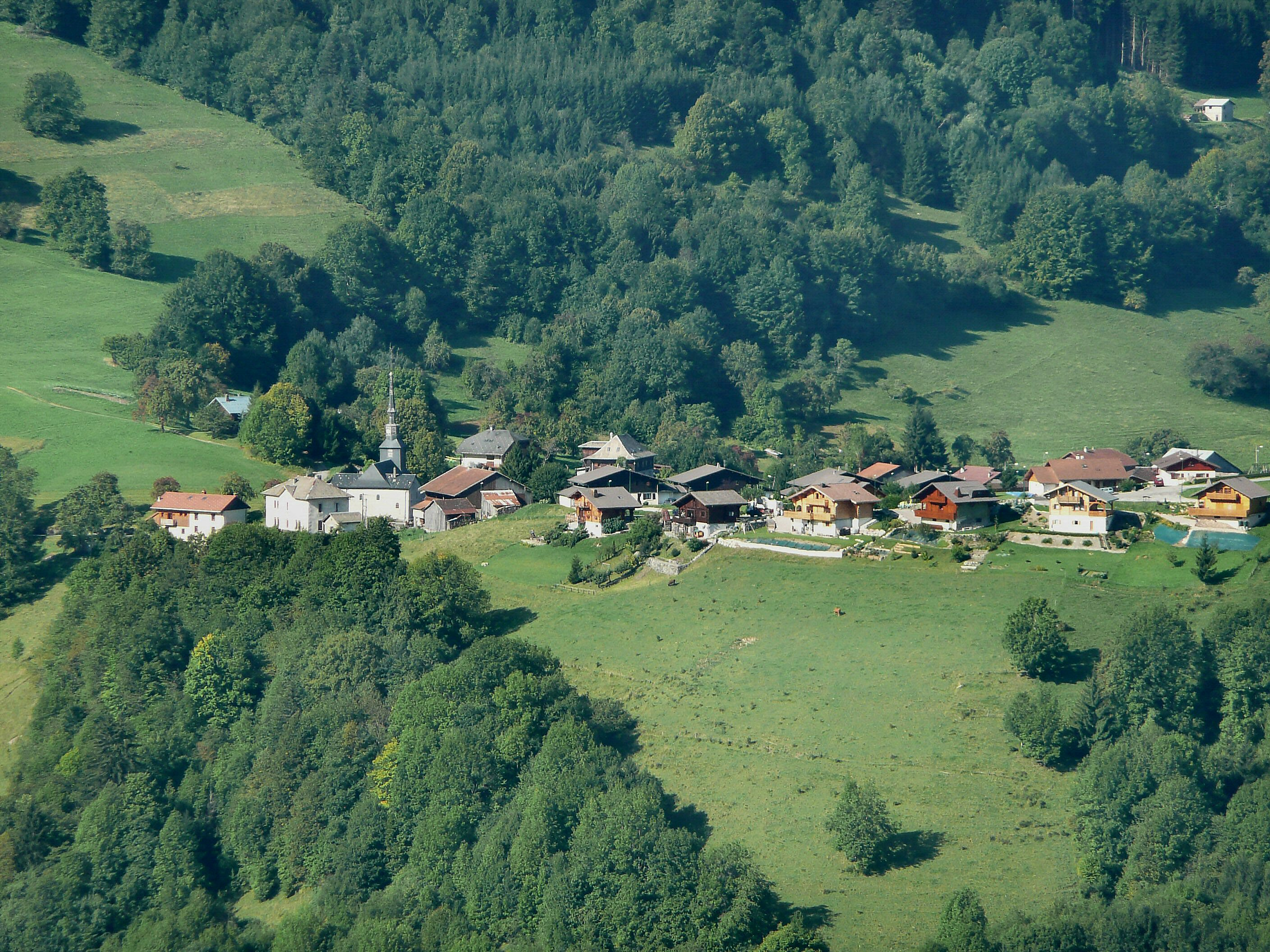
La Vernaz

## Geografie
De oppervlakte van La Vernaz bedraagt 7,9 km², de bevolkingsdichtheid is 27,5 inwoners per km².
De onderstaande kaart toont de ligging van La Vernaz met de belangrijkste infrastructuur en aangrenzende gemeenten.

## Demografie
Onderstaande figuur toont het verloop van het inwonertal (bron: INSEE-tellingen).